# André Fourgeaud
André Fourgeaud, né le 23 juillet 1894 à Périgueux (Dordogne) et mort le 29 janvier 1966 à Nice, est un avocat, juriste, professeur d'université, haut fonctionnaire et économiste français.

## Biographie

### Durant l'entre-deux guerres
Né en 1894, André Fourgeaud réalise sa thèse de doctorat à Nancy en 1926 sur la dépréciation et la revalorisation du mark allemand et les enseignements monétaires de l’expérience allemande. De 1930 à 1940, il occupe un poste de professeur après avoir passé l'agrégation en 1932 (il termine 4ème et dernier).
De 1924 à 1926, sous le Cartel des gauches, il est professeur d'économie politique à la Faculté de Droit de Toulouse et devient chef de cabinet du socialiste-SFIO Vincent Auriol qui préside alors la commission des finances de la Chambre des députés et dirigeant du service ministériel de la Statistique générale de la France en remplacement de Michel Huber. Défendant une économie de type planiste et syndicaliste, il participe à la fondation, le 10 juin 1928, de l'éphémère Parti républicain syndicaliste avec Georges Valois et Jacques Arthuys qu'il avait déjà fréquenté en écrivant dans Le Nouveau Siècle.

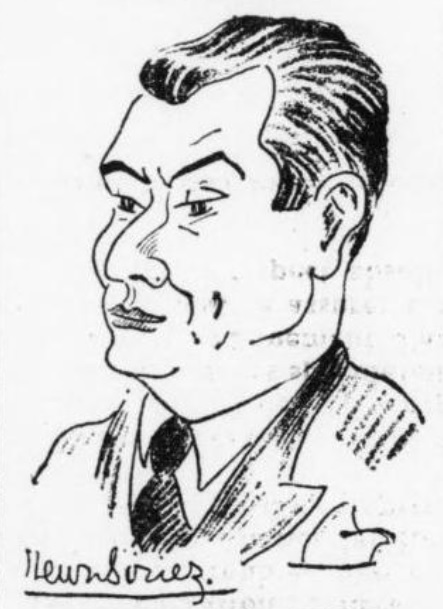
Caricature de André Fourgeaud en 1934.

### Sous l'Occupation
Devenu professeur à la Faculté de droit de Caen sous l'Occupation, il adhère au Rassemblement national populaire (RNP) de Marcel Déat où il s'occupe des questions liées au syndicalisme, à la Charte du travail et à l'économie.

### Après la guerre
Toujours professeur après la guerre, il occupe un poste de titulaire de la chaire d’économie politique à Nice (faculté basée à Aix-Marseille car l’Université de Nice ne sera créée qu’en 1965 sur place) entre 1954 et 1965.

## Publications
- La Dépréciation et la Revalorisation du mark allemand et les enseignements de l'expérience monétaire allemande, impr. Lafolye frères, Vannes, ; Payot, Paris, 1926
- Du code individualiste au droit syndical. Essai de synthèse économique du droit nouveau, libr. Valois, Paris, 1929
- La Rationalisation. États-Unis. Allemagne. Taylorisme. Socialisme rationnel. Fordisme. Normalisation. Agriculture. Concentration. Moules économiques et juridiques. Essai de synthèse doctrinale, impr. R. et P. Deslis, Tours ; Payot, Paris, 1929
- L'Homme devant le capitalisme, essai d'une économique rationnelle, impr. Dardaillon et Dagniaux, Saint-Denis, ; Payot, Paris, 1936
- L'Origine magique de la monnaie, Association des anciens élèves de l'Ecole des hautes études commerciales, Paris, 1938
- La Conjoncture et ses conditions préalables, Centre de documentation chimique, Paris 1942
- Doctorat, sciences économiques. Économie et rationalisation des entreprises, Librairie de l'Université, Aix-en-Provence, 1954
- L'Homme et les richesses. Tome 2. 1re partie. La Monnaie, la Pensée universitaire, Aix-en-Provence, 1955 - L'Homme et les richesses. Tome 2. 2e Partie. Crédit et banques
- Principes généraux de l'organisation et de la gestion des entreprises, Pensée universitaire, Aix-en-Provence, 1957
- Analyse critique et synthétique du bilan, la Pensée universitaire, Aix-en-Provence, 1959